# Silvia Bächli
Silvia Bächli (* 16. März 1956 in Baden in der Schweiz) ist bildende Künstlerin und hauptsächlich als Zeichnerin hervorgetreten.

## Leben und Werk
Bächli studierte 1976 bis 1980 an der Schule für Gestaltung Basel und an der École Superieure d‘Arts Visuels in Genf. Ihre seit den späten 1970er Jahren anhaltende Auseinandersetzung mit dem Medium der Zeichnung nimmt sich naheliegenden Dingen und Gesten an. Die Beschränkung der Mittel – Gouache, Ölkreide oder Tusche auf Papier unterschiedlicher Grösse – erlaubt der Künstlerin, Beobachtungen handschriftlich und sparsam zu verdichten. Meist mit verdünnter schwarzer Wasserfarbe aufgetragen, gerinnen Striche, Linien und Flecken zu konzentrierten visuellen Ereignissen: dosierte Momente der Erinnerung, die manchmal am Körper, manchmal an Horizontlinien, manchmal an offenen Strukturen Mass nehmen.
Bächli ist mit Eric Hattan verheiratet und lebt in Basel.

## Auszeichnungen (seit 2000)
- 2018: Landis & Gyr Atelier London
- 2018: Preis der Sammlung Ricola[1] Laufen, Schweiz
- 2014: Kulturpreis der Stadt Basel, Schweiz
- 2007: Hans-Thoma-Preis, Staatspreis des Landes Baden-Württemberg, Deutschland
- 2007: Prix de dessin de la Fondation Florence et Daniel Guerlain, Paris
- 2003: Prix Meret Oppenheim, Bundesamtes für Kultur, Schweiz

## Ausstellungen

### Auswahl Ausstellungen in Museen/Institutionen (* Gruppenausstellungen)
- 2022: Lange Linien lang, kuratiert von Janneke de Vries  – Weserburg/Museum für moderne Kunst, Bremen
- 2022: Aligned, mit Michael Anastassiades, Andreas Murkudis, Berlin*
- 2021: Warum ist nicht schon alles verschwunden, mit Joelle Tuerlinckx, Alexandra Bircken, Laure Prouvost, Zofia Kulik, kuratiert von Noor Mertens – Kunstmuseum Bochum*
- 2021: Side facing the wind, kuratiert von Bruno Marchand – Fidelidade Arte, Lissabon
- 2021: Le Printemps de septembre, Festival d'art contemporain, kuratiert von Christian Bernard – Toulouse*
- 2021: Interstices, kuratiert von Perrine Lacroix – La BF15, Lyon
- 2019: Resonating Spaces, mit Leonor Antunes, Toba Khedoori, Susan Philipsz, Rachel Whiteread, kuratiert von Theodora Vischer – Fondation Beyeler, Riehen/Basel*
- 2019: Shift, kuratiert von Dr. Kristen Voigt – Kunsthalle Karlsruhe
- 2018: To have a shelf live, Silvia Bächli / Eric Hattan – ArtParcours ArtBasel
- 2018: Basel Short Stories. Von Erasmus bis Iris von Roten (Raum Maria Sibylla Merian), kuratiert von Dr. Josef Helfenstein – Kunstmuseum Basel*
- 2015: Weiter. wird. Les abords, kuratiert von Sylvie Zavatta – Fonds régional d'art contemporain Franche-Comté, Besançon
- 2014: Brombeeren, kuratiert von Michael Semff – Staatliche Graphische Sammlung München, Pinakothek der Moderne
- 2013: Une brève histoire des lignes, kuratiert von Hélène Guenin und Christian Briend – Centre Pompidou Metz*
- 2012: far apart - close together, kuratiert von Konrad Bitterli – Kunstmuseum St. Gallen
- 2011: Schnee bis im Mai – Silvia Bächli / Eric Hattan, Kunsthalle Nürnberg
- 2009: 53. Biennale di Venezia, kuratiert von Hans Rudolf Reust, Schweizer Pavillon
- 2007: Nuit et jour, kuratiert von Jonas Storsve – Galerie d’art graphique, Centre Georges Pompidou, Paris
- 2007: Works 2003–2007, kuratiert von Ulrich Loock – Museu de Arte Contemporânea de Serralves, Porto
- 2006: Le mouvement des images – Centre Georges Pompidou, Paris*
- 2006: Poèmes sans prénoms, kuratiert von Catherine Pavlovic – Musée d’art moderne et contemporain (MAMCO), Genève
- 2006: Nordiska Akvarellmuseet, kuratiert von Bera Nordal – Skärhamn,  Sweden
- 2005: Linien, kuratiert von Markus Stegmann – Museum zu Allerheiligen, Schaffhausen
- 2002: Musée d’Art Moderne et Contemporain de Strasbourg
- 2000: Kasseler Kunstverein, kuratiert von Bernhard Balkenhol, Kassel
- 1999: Städtische Galerie Wolfsburg, kuratiert von Susanne Pfleger
- 1997: Kunstmuseum Bonn, kuratiert von Stefan Gronert
- 1996: Kunsthalle Bern, kuratiert von Ulrich Loock
- 1994: Centre d’Art Contemporain, Genève, kuratiert von Paolo Colombo
- 1993: über-leben, kuratiert von Annelie Pohl – Bonner Kunstverein, Bonn*
- 1993: Der Schatten der Dinge, kuratiert von Jean-Christophe Ammann – Museum für Moderne Kunst, Frankfurt am Main *
- 1993: Kabinett für aktuelle Kunst, kuratiert von Jürgen Wesseler, Bremerhaven
- 1992: 4 Augen sehen mehr als zwei, Silvia Bächli & Eric Hattan – Museum für Gegenwartskunst, Basel
- 1991: Aargauer Kunsthaus, Aarau, kuratiert von Beat Wismer
- 1987: Kunsthalle Basel, kuratiert von Jean-Christophe Ammann
- 1985: zusehen – Lothringerstrasse 13, München*
- 1985: Raum für aktuelle Schweizer Kunst, Luzern, kuratiert von Luigi Kurmann
- 1984: Das subjektive Museum – Filiale, Basel*, kuratiert von Eric Hattan
- 1982: Filiale, Basel

## Publikationen
- Shift. Hrsg. Staatliche Kunsthalle Karlsruhe im Kerber Verlag, Bielefeld/Berlin 2019, 12. Juli – 29. September 2019, mit Texten von: Ilma Rakusa, Pia Müller-Tamm, Kirsten Claudia Voigt, ISBN 978-3-7356-0575-7.
- Basel Short Stories.Von Erasmus bis Iris von Roten. Hrsg. Kunstmuseum Basel im Christoph Merian Verlag, Basel 2018, 10. Februar – 21. Mai 2018, Text: Anita Haldemann, ISBN 978-3-85616-862-9.
- Arts lointains si proches dans le regard de Silvia Bächli. Hrsg. Musée Barbier-Mueller, Genève 2018, 20. März – 29. Oktober 2018, mit Texten von: Silvia Bächli, Thierry Barbier-Mueller, Alain-Michel Boyer, Lance Entwistle, Daniel Kurjakovic, Laurence Mattet, Floriane Morin, Jean Torrent, Anne Vanderstraete, Jean-Michel Wilmotte, ISBN 978-2-88104-061-0.
- Situer la différence. Silvia Bächli, Eric Hattan. Hrsg. Centre Culturel Suisse, Paris 2017, 28. April – 16. Juli 2017, Text: Patrick Javault, Interview mit Silvia Bächli und Eric Hattan: Jean-Paul Felley and Olivier Kaeser, ISBN 978-2-909230-22-1.
- Mund zu Mund. Collages: Silvia Bächli. Gedichte: Florian Seidel, Hrsg. Sieveking Verlag, München 2017, ISBN 978-3-944874-60-9.
- Brombeeren. Hrsg. Staatliche Graphische Sammlung München, Pinakothek der Moderne im Verlag der Buchhandlung Walther König, Köln 2014, 26. März – 15. Juni 2014, mit Texten von: Silvia Bächli, Hans Rudolf Reust, Michael Semff, ISBN 978-3-86335-517-3.
- What About Sunday mit Eric Hattan. Hrsg. MK Gallery im Mark Pezinger Verlag, Karlsruhe 2013, 18. Januar – 31. März 2013, mit Texten von: Andrew Shields, Bera Nordal, Bruce Haines, Chris Fite-Wassilak, Edwin Burdis, Eva Kuhn, Harriet Zilch, J. Emil Sennewald, Jonas Storsve, Juli Kreten, Jürg Halter, Markus Stegmann, Nina Zimmer, Raoul de Keyser, Richard Wentworth, Samantha Bohatsch.
- far apart – close together. Hrsg. Konrad Bitterli, Binding Sélection d’Artistes series im Verlag für moderne Kunst, Nürnberg 2012, 11. Februar – 13. Mai 2012, mit Texten von: Konrad Bitterli, Jürg Halter, Eva Kuhn, Roman Kurzmeyer, Maja Naef, Hans Rudolf Reust, Kristin Schmidt, Markus Stegmann, Nadia Veronese, Roland Wäspe, Catherine Pavlovic, ISBN 978-3-86984-297-4.
- Schnee bis im Mai mit Eric Hattan. Hrsg. Kunsthalle Nürnberg im Snoeck Verlag, Köln 2011, 19. Februar – 1. Mai 2011, mit Texten von: Raphaële Jeune, Ellen Seifermann, Michael Semff, Harriet Zilch, ISBN 978-3-940953-77-3.
- Tide. Hrsg. Peter Freeman Inc., New York 2011, ISBN 978-0-9746604-7-9.
- Blindhædir mit Eric Hattan. East Iceland. Hrsg. Editions Attitudes, Genève bei Lars Müller Publishers, Baden 2010, ISBN 978-3-03778-216-3.
- das. Katalog Schweizer Pavillon Biennale di Venezia 2009, Hrsg. Bundesamt für Kultur und Lars Müller Publishers, Baden 2009, 7. Juni – 22. November 2009, Text: Hans Rudolf Reust, ISBN 978-3-03778-155-5.
- Nuit et Jour / Night and Day. Katalog zur Ausstellung in der Galerie d’art graphique, Centre Georges Pompidou, Paris, 7. November 2007 – 7. Januar 2008, mit Texten von: Geoffrey Cruickshank-Hagenbuckle, Jonas Storsve, ISBN 978-2-84426-343-8.
- Studio. Katalog zur Ausstellung Fundacão Serralves, Museu de arte contemporanea, Porto, 13. April – 1. Juli 2007, mit Texten von: João Fernandes, Ulrich Loock, Maja Naef, Hans Rudolf Reust, ISBN 978-972-739-173-8.
- Silvia Bächli. Katalog zur Ausstellung Nordiska Skvarellmuseet, The Nordic Watercolor Museum, Skärhamn, Sweden, 5. Februar – 26. März 2006, Text: Bera Nordal, ISBN 91-89477-25-1.
- Linien. Hrsg. Markus Stegmann. Verlag für Moderne Kunst, Nürnberg 2005, 20. Februar – 17. April 2005, Text: Markus Stegmann, Publikation zur Ausstellung im Museum zu Allerheiligen Schaffhausen, ISBN 3-936711-59-3.
- Lidschlag – How It Looks. Zeichnungen von 1983 – 2003. Text: Beate Söntgen, Silvia Bächli, Hrsg. Lars Müller Publishers, Baden 2004, ISBN 3-03778-013-4.